# De gevangene van Prisonov
De gevangene van Prisonov is een stripverhaal uit de reeks van Suske en Wiske. Het is geschreven door Marc Verhaegen en gepubliceerd in De Standaard en Het Nieuwsblad van 3 juni 2003 tot en met 22 september 2003. De eerste albumuitgave was op 17 november 2003.

## Locaties
Dit verhaal speelt zich af op de volgende locaties:
- Chocowakije[1]
- Gomoravska en Sodomitz[2] (tweelingsteden op grens met Kurkije[3])
- Toren van het stadhuis, Frankensteen[4]
- Praak[5]
- Sluipwegowitz[6]
- Prisonov[7] (gevangenis)
- Raketbasis

## Personages
In dit verhaal spelen de volgende personages een rol:
- Suske, Wiske met Schanulleke, tante Sidonia, Lambik, Jerom, professor Barabas, de Grolem, de vader van de Grolem, Didi (dochter van de Grolem), Odfella[8] (zuster van de Basiliusorde), Kalasj Nikov[9], Floda, koerier Koen, Rigterink en Van Oss (schepenen), Labevski, korporaal Strombovski en het stenen leger, agenten staatsveiligheid, Frontov voor het Behoud van de Chowaakse Taalojska en Cultuurovitz, pianist Man Ontroppo, bevolking tweelingsteden, Rikki (broer van Wiske), Bukovin[10] en verzetsleden, president Bulshitov[11], Verschrikkelijke Iwanov[12] (bewaker Prisonovpad, oud strijder tweede Wolfsoorlog tegen Kurkije - met ultracentrifugaal laser-oog, ultrasone armprothese en ultraflexibel rechterbeen), Gianni en zijn moeder, cipier van Prisonov.

## Uitvindingen
In dit verhaal speelt een kopie van de rakettank mee.

## Het verhaal
De Grolem is burgemeester van de tweelingsteden geworden en Odfella wil Kalasj Nikov naar zijn vader in Frankensteen sturen met koerier Koen. Schanulleke is erg eigenwijs nu ze leeft en Wiske vraagt zich af van wie ze dat heeft. Lambik en Jerom ontdekken dat Nenoom is ontsnapt en president Bulshitov is woedend over de mislukte staatsgreep. Odfella verdwijnt in de gewelven nadat ze Kalasj aan Koen heeft meegegeven en Suske waarschuwt zijn vrienden. De Grolem ziet de schepenen Rigterink en Van Oss in zijn kantoor en zijn vader wil de derde schepenen worden. Een kruisraket komt in het kasteel, hieraan is een briefje gebonden dat vertelt dat gevangene CH-R-281 er aan zal gaan. De Grolem vertelt dat deze gevangene Rikki is, maar de vrienden weten niet wie deze persoon is. De Grolem laat hen kijken in de spiegel van Nehm Wahr en de herinneringen komen terug. Rikki ging na zijn avontuur in Chocowakije weg om schoenen te kopen, maar keerde nooit terug. Vervolgens is iedereen vergeten wie hij überhaupt was.
Als Bukovin binnenkomt, valt Wiske hem aan. De Grolem vertelt dan dat Bukovin nu de leider van het verzet in Chocowakije is geworden. Tante Sidonia vertelt dat Rikki tegen Bukovin vocht in Praak. Hij kreeg van de Belgische minister van landsverdediging de opdracht om uit te zoeken wat er met ingenieur Wargaren gebeurd is en ze ontdekten dat de Chocowaakse geheime dienst de plannen van de rakettank gestolen heeft. Bukovin werd na de verloren bokswedstrijd opgesloten en kon ontsnappen, hij wilde wraak nemen en liet de uraniummijnen in het noorden van het land ontploffen. De helft van het verzet werd opgepakt en Bukovin werd naar België gestuurd om Rikki te halen. Rikki wilde zijn vrienden niet in gevaar brengen door te vertellen wat hij ging doen, en wilde ook niet zomaar verdwijnen. Ze besloten de vrienden in de spiegel van Nehm Wahr te laten kijken waardoor ze hem zouden vergeten.
Het verzet is na de komst van Rikki uitgegroeid tot een heuse vredesbeweging en de president is afgezet. Bulshitov werd de nieuwe president en hij wilde het verzet uitroeien, Rikki werd bij een razzia opgepakt en opgesloten in Prisonov. De vrienden horen dat Odfella tot geheim wapen van het verzet wordt opgeleid en Jerom blijft om de tweelingsteden te beschermen. Schanulleke ziet Nenoom en volgt hem, maar ze valt in vloeibaar cement. Ze ziet hoe Nenoom een stenen leger tot leven wekt en korporaal Strombovski krijgt opdracht om Labevski en de twee agenten van de staatsveiligheid te bevrijden en de Grolem gevangen te nemen. Het leger valt de tweelingsteden aan maar de Grolem wil geen geweld gebruiken. Bukovin vertelt dat er destijds een kopie van de rakettank is gemaakt en ze gebruiken voedsel als munitie. De belegering wordt afgeslagen en het leger gaat naar Prisonov. Didi ziet Nenoom en het stenen leger en het college van schepenen wordt aangevallen. Jerom kan hen met knikkers verslaan en Didi waarschuwt haar vrienden, ze verschansen zich in de toren van het stadhuis. Suske, Wiske en Lambik gaan met de rakettank via de Sluitwegowitz en worden overvallen door het Frontov voor het Behoud van de Chowaakse Taalojska en Cultuurovitz. Ze schrijven een manifest en worden bedankt door de mannen die tegen gebruik van energie zijn. Bij de alarmcentrale van de Verschrikkelijke Iwanov gaat een alarm af en hij gaat op weg. Schanulleke kan door te wiebelen ontsnappen uit het cement en Bukovin vindt haar, ze moet van hem in de boeken van Nenoom zoeken naar een oplossing.
Bukovin wordt gevangengenomen en het verzetsleger wordt opgerold, admiraal Odfelski gaat naar de president als bomexpert. Suske, Wiske en Lambik horen pianist Man Ontroppo zingen over de gevangene van Prisonov en ze kunnen aan Iwanov ontkomen. De rakettank wordt wel beschadigd en de stad komt in handen van de mannen van de staatsveiligheid, maar dan valt het leger aan. De bommen ontploffen maar Jerom zorgt dat dit in de lucht gebeurt en niet op de grond, er zijn geen knallen maar er verschijnen mooie kleuren. Odfella wordt aangehouden voor verraad en de vrienden worden gevangen. De cipier van Prisonov vertrekt na 35 jaar en Iwanov gaat de gevangenis binnen. Nenoom heeft de Grolemfamilie in de kerker gedreven en wil hen doden, maar Schanulleke komt met een middel waardoor het leger weer versteent. Labevski houdt iedereen onder schot en citeert uit het boek der Openbaringen der Tweelingsteden. De bevolking komt op voor de Grolemfamilie en Jerom en tante Sidonia vertellen hen om geen gebruik van geweld te maken. De president is bij de raketbasis en Suske, Wiske en Lambik vinden Rikki en verslaan Iwanov. Ze ontkomen met de rakettank en in Sodomitz wordt Labevski gepakt door Bukovin en zijn mannen. De bevolking stormt binnen en viert feest met de Grolemfamilie. Lambik kan Odfella van een bom redden en brengt deze Grand Slam uit baan zodat hij niet op de stad ontploft. De bevolking is blij dat Rikki terug is en hij besluit in Chocowakije te blijven om het regime van de president omver te werpen. Odfella vertelt dat ze afscheid moet nemen van de vrienden, ze heeft een nieuwe opdracht van de Basiliusorde en deze is niet geschikt voor kinderen.

## Trivia
Odfella is zuster van de Basiliusorde, Iwan de Verschrikkelijke liet na de verovering van Kazan de Kathedraal van de Voorbede van de Moeder Gods bouwen in Moskou.

## Achtergronden
Dit is het laatste deel in de trilogie De laatste vloek - De kus van Odfella - De gevangene van Prisonov van Marc Verhaegen, alhoewel alle drie de delen afzonderlijk van elkaar te lezen zijn.
In dit verhaal blijkt de naam van de hoofdstad Kroko weer zijn teruggebracht naar zijn oorspronkelijke staat: Praak. Dit was in de albumversie van Rikki en Wiske in Chocowakije gewijzigd door de uitgever, aangezien de link met de stad Praag net na de Tweede Wereldoorlog iets te duidelijk was.

### Rikki
In dit Suske en Wiske-verhaal keert Rikki, de broer van Wiske, eindelijk na 57 jaar eenmalig terug in de serie, nadat hij alleen een rol had gehad in het allereerste verhaal Rikki en Wiske in Chocowakije (1945). Hij werd in de aankondiging van het volgende verhaal – Het eiland Amoras – door Vandersteen eropuit gestuurd om een schoenenbon te halen en keerde daarvan nooit meer terug. Hij werd later in dat verhaal vervangen door Suske, die een meer gelijkwaardige tegenhanger was van Wiske. 
Op diverse Suske en Wiske-fora wisselde tekenaar Marc Verhaegen al een tijdje van gedachten over een mogelijke terugkeer van Rikki. In een van de mogelijke scenario's zou een personage genaamd Ban Ladin met bokshandschoenen aan zijn voorgekomen. Uiteindelijk heeft Verhaegen geen van deze ideeën gebruikt, maar het idee om Rikki te laten terugkomen werd wel doorgezet.
In het verhaal wordt ook uitgelegd waarom er al die tijd niets van Rikki in de verhalen is vernomen. Door middel van een flashback (gekleurd in sepia) komt aan het licht dat Rikki al die 57 jaar door de rest is vergeten als gevolg van de spiegel van Nehm Wahr. Hij werd naast Bukovin leider van de Chocowaakse rebellen, en wilde het volk naar betere tijden leiden. Bij een razzia werd Rikki echter opgepakt en opgesloten in de huiveringwekkende staatsgevangenis van Chocowakije: Prisonov. Nu is het aan de vrienden om hem te bevrijden.

### Harry Potter
De titel van het boek is een parodie op Harry Potter en de Gevangene van Azkaban, dat in deze tijd razend populair was. Ook in dat verhaal zit iemand onterecht in de gevangenis, Sirius Zwarts zit al jaren in Azkaban opgesloten. De Sluipwegowitz lijkt te verwijzen naar de Sluipwegwijzer uit de verhalen over Harry Potter, alhoewel deze niet naar de gevangenis loopt. De Verschrikkelijke Iwanov bewaakt de Sluipwegowitz naar de gevangenis Prisonov, de Dementors bewaken de gevangenen van Azkaban en beide partijen hebben bovenmenselijke krachten. Harry Potter ziet zijn overleden ouders als hij in de Spiegel van Neregeb kijkt in het verhaal Harry Potter en de Steen der Wijzen, de vrienden vergeten Rikki als ze in het verleden in de spiegel van Nehm Wahr kijken.